# Андерсен, Даг Тарье
Даг Тарье Андерсен (норв. Dag Terje Andersen; 27 мая 1957, Фрогн, Акерсхус) — норвежский политический и государственный деятель. Президент норвежского парламента (стортинга) в 2009—2013 годах.

## Биография
В молодости работал на сталелитейном заводе, был лесорубом. До 1992 года работал, в основном, в лесном хозяйстве. С 2002 года изучал журналистику.
Член и один из лидеров Рабочей партии Норвегии. В 1983–1987 годах был  советником коммуны Лардал, с 1987 по 1992 год работал мэром Лардала. Секретарь Норвежской Рабочей партии с 1992 до 1996 года.
В 1997 году был избран в норвежский парламент (стортинг), переизбирался на выборах 2005, 2009 и 2013 годов.
Был политическим советником в Министерстве иностранных дел, затем в 1992 году стал государственным секретарём в Министерстве социальных дел.
В 1996—1997 годах работал министром сельского хозяйства и продовольствия Норвегии. Позже стал министром торговли и промышленности (2006—2008). В 2008—2009 годах занимал пост министра труда и социальной интеграции.
В 2009—2013 годах возглавлял парламент Норвегии.